# Дело «Вирджиниуса»
Дело «Вирджиниуса» (англ. Virginius Affair) — международный инцидент 1873 года, связанный с захватом испанским военным кораблём американского парохода Virginius, который вёз оружие повстанцам на Кубе.

## Захват «Вирджиниуса»
В августе 1870 года американец Джон Ф. Паттерсон, получивший средства от представителя кубинских повстанцев генерала Мануэля Кесады, приобрёл пароход «Вирджин», который был переименован в «Вирджиниус». Капитаном этого судна стал Фрэнсис Шепферд.
«Вирджиниус» занимался доставкой кубинским повстанцам военного снаряжения, а также добровольцев как из США, так и из Вест-Индии.
Испанцы неоднократно пытались перехватить «Вирджиниус», но высокая скорость позволяла ему уходить от погони. Американские представители в портах, из которых действовал «Вирджиниус», в основном сочувствовали повстанцам и не обращали внимания на жалобы испанских властей.
В июне 1873 года, когда «Вирджиниус» зашёл в колумбийский порт Аспинволь (современный Колон в Панаме) для ремонта машин, то находившаяся там испанская колёсная канонерская лодка «Альваро де Базан» попыталась его перехватить, однако на помощь «Вирджиниусу» пришла американская винтовая канонерка «Канзас» и «Вирджиниус» смог уйти для продолжения ремонта на Ямайку, где в октябре 1873 года его капитаном стал Джозеф Фрай, бывший морской офицер Конфедерации. Американский консул в Кингстоне Томас Х. Пирн предупредил Фрая, что испанцы очень обозлены помощью кубинским повстанцам, и в случае поимки Фраю грозит расстрел.
Но Фрай был готов продолжать свою деятельность. На судно набрали новую команду из 52 человек, в основном американцев и британцев, среди которых было три юнги-подростка, и «Вирджиниус» отправился на Гаити, где на него погрузили 30 винтовок «Ремингтон», 300 000 патронов, 800 кинжалов и столько же мачете, бочку с порохом и ящик с солдатской обувью. Также на «Вирджиниусе» был отряд кубинских добровольцев из 103 человек под командованием генерала Бернабе Варона, в штаб которого входили прибывшие из США полковники Хесус дель Соль и Агустин Санта-Роза. В отряд также входили Педро, младший брат повстанческого президента Кубы Карлоса Мануэля Сеспедеса, тоже имевший чин генерала, и канадец Уильям Райан, который уже воевал на Кубе на стороне повстанцев и был отправлен президентом Сеспедесом в США для организации контрабандных поставок оружия.
30 октября 1873 года «Вирджиниус» вышел из порта Комито и вечером того же дня прибыл к заливу Гуантанамо. Но испанцы получили от своих агентов информацию о его ожидаемом прибытии, и к предполагаемому месту высадки был направлен корвет «Торнадо», который обнаружил «Вирджиниус» в 6 милях от побережья Кубы и начал погоню за ним. Погоня длилась 8 часов, «Вирджиниус» пытался уйти в сторону Ямайки, Фрай приказал выбросить за борт военное снаряжение и уничтожить любые другие следы контрабанды. Но на рассвете 31 октября, после того как один снаряд с «Торнадо» взорвался на палубе, а другой пробил дымовую трубу, «Вирджиниус» был вынужден остановиться и сдаться у восточной оконечности Ямайки, всего в трёх милях от британских территориальных вод. «Торнадо» взял его на буксир и 1 ноября доставил в порт Сантьяго-де-Куба.

## Расстрелы
2 ноября испанский военный комендант Сантьяго генерал Хуан Буриэль собрал в крепости Долорес военный совет, который объявил всех захваченных пиратами и постановил расстрелять их главарей без суда. На рассвете 4 ноября были расстреляны Барнабе Варона, Педро Сеспедес, Хесус дель Соль и Уильям Райан.
7 ноября 1873 года Антонио Фернандес, командующий военно-морскими силами в Сантьяго, приказал также без суда расстрелять 12 захваченных кубинцев. Их казнили на следующее утро, причём двоим из них не было и 14 лет. Когда в местной газете появилось упоминание об этом, то её редактор был арестован.
Затем в ночь с 7 на 8 ноября на борту стоявшего в гавани военного корабля «Сан-Франциско де Борха» трибунал под председательством командира этого корабля Нарцисо Фернандеса Педруньяна вынес приговор о расстреле капитана Фрая и 36 других моряков «Вирджиниуса», включая двух коков и судового врача. 12 американских моряков (включая двух несовершеннолетних юнг) были приговорены к тюремному заключению, трое (квартирмейстер, начальник машинного склада и юнга) были оправданы. Несмотря на протест американского вице-консула в Сантьяго, 8 ноября 37 моряков были расстреляны.

## Международная реакция
Когда на Ямайке стало известно о расстрелах, то старший британский морской начальник в Кингстогне коммодор Элджернон де Хорси отправил в Сантьяго-де-Куба шлюп «Ниобе» под командованием Ламбертона Лорейна. Лорейн явился к генералу Буриэлю и заявил:

Сэр, у меня нет указаний от моего правительства, потому что оно ещё не знает о происходящем; но я беру на себя ответственность и убеждён, что моё поведение будет одобрено Её Британским Величеством, потому что мои действия направлены на соблюдение гуманности и цивилизованности. Я требую, чтобы вы прекратили ту ужасную бойню, которая здесь происходит. Я верю, что мне не нужно объяснять, каковы будут мои действия, если мое требование не будет исполнено.

Однако к этому времени все приговорённые были уже казнены.
Когда о расстрелах стало известно в США, то президент США Улисс Грант срочно собрал кабинет министров. 8 ноября государственный секретарь США Гамильтон Фиш встретился с испанским послом Хосе Поло де Барнабе и выразил ему обеспокоенность. 11 ноября кабинет министров США принял решение о возможности американской интервенции на Кубу. Несколько бывших командиров гражданской войны, как южан, так и северян, обратились к президенту Гранту с предложениями организовать отряды американских добровольцев для высадки на Кубе.
Госсекретарь Фиш приказал американскому послу в Мадриде Дэниэлу Сиклзу требовать от испанского правительства выдачи уцелевших арестованных и уплаты репараций. 14 ноября кабинет министров США решил разорвать дипломатические отношения с Испанией, если Испания откажется платить репарации. Президент Грант объявил о приведении флота США в боевую готовность, военно-морской министр Джордж Робсон распорядился сосредоточить в Ки-Уэсте основную часть американской Северо-Атлантической эскадры.
От испанцев потребовали возвратить «Вирджиниус», освободить всех оставшихся в живых арестованных, принести официальные извинения, наказать ответственных за казни и выплатить компенсации семьям казнённых.
28 ноября 1873 года Фиш и испанский посол Поло заключили соглашение, по которому «Вирджиниус» и его экипаж возвращались в США, а обе стороны обязались провести расследование законности действий хозяев парохода и испанских властей на Кубе. 3 декабря группа оставшихся в живых моряков с «Вирджиниуса» была доставлена на британский шлюп «Ниобе». 17 декабря 1873 года «Вирджиниус» был передан американцам и на буксире был отведён в Ки-Уэст. 18 декабря все оставшиеся в живых с «Вирджиниуса» (102 человека, включая кубинцев) были переданы на американский корвет «Хуанита», который доставил их в Нью-Йорк.
После долгих переговоров Испания согласилась выплатить компенсации семьям казнённых. При этом семьи чернокожих британцев получили меньше, чем семьи белых, семьи же американцев получили равные компенсации вне зависимости от расы. Приказ о расстреле захваченных на «Вирджиниусе» был признан испанскими властями преступным, коменданта Буриэля отдали под суд, но он умер в декабре 1877 года, не дождавшись начала процесса.
Инцидент с «Вирджиниусом» привёл к увеличению американских расходов на военный флот.